# Trygve Nygaard
Trygve Nygaard est un ancien footballeur norvégien né le 19 août 1975.

## Carrière du joueur
| Club         | Matches | Période          |
| ------------ | ------- | ---------------- |
| FK Haugesund | 76      | avant 1998       |
| Viking FK    | 340     | 1999 - 2007      |
| FK Haugesund | 69      | à partir de 2008 |